# 邸琮
邸琮（1205年—1239年），字叔玉，金朝末年、元朝初年保定行唐县（今河北行唐县）人，邸順族弟。
金朝末年，归降蒙古成吉思汗铁木真。参与攻打金朝，1225年在黄台大败金朝降将武仙。1233年，窝阔台派他跟随元帅倴盏攻打蔡州，次年灭金。因功升任为真定五路万户总管府推官。再賜金符，升任为管军总押、管领七路兵马，镇守徐州。击退入境的宋兵。1238年，跟随大将察罕攻打南宋滁州，力战中，中流箭，次年去世。其子邸泽。